# Hulsdonk (Zundert)
Hulsdonk is een buurtschap in de gemeente Zundert in Noord-Brabant. In het dorp, met name in de Hulsdonkstraat, staan veel boerderijen. Vroeger waren dit vooral boerderijen met vee en landbouw, tegenwoordig zijn het veelal plantenkwekerijen.
Dorpen: Achtmaal · Klein-Zundert · Rijsbergen · Wernhout · Zundert

Buurtschappen: Breedschot · De Kruispad · De Lent · Driehoek · Hazeldonk · Hellegat · Hulsdonk · Kaarschot · Klein-Oekel · Luitert · Maalbergen · Moeren · Oekel · Ostaaijen · Raamberg · Stuivezand · Tiggelt · Tiggeltscheberg · Weimeren · Wernhoutsburg · Wildert

Noord-Brabant: Steden en dorpen      Nederland: Provincies · Gemeenten